# Ereteken van Verdienste (Dominica)
Het Ereteken van Verdienste (Engels: "Award of Honour") van Dominica is een onderscheiding van Dominica, een eilandstaat in de Caraïbische Zee.
Het ereteken dat in 1967 werd ingesteld is de hoogste onderscheiding voor verdienste van de Republiek Dominica. Het verving de Britse onderscheidingen zoals de Orde van het Britse Rijk die tot die tijd ook op Dominica werden verleend. Het versiersel is een opengewerkt ovaal medaillon met een door twee papegaaien gedragen wapen binnen een ring met de woorden "THE DOMINICA AWARD OF HONOUR". Men draagt de onderscheiding aan een geel lint met een wit-zwart-witte middenstreep om de hals.
In 1985 werd Elizabeth II van het Verenigd Koninkrijk tijdens haar officieel bezoek aan haar voormalige onderdanen onderscheiden met deze decoratie.